# Negoziabilität
Negoziabilität (lateinisch negotium „Geschäft“; „für den kaufmännischen Verkehr geeignet“) ist im Außenhandel die Begebbarkeit, Verkehrs- und Zirkulationsfähigkeit, insbesondere bei kaufmännischen Papieren die Übertragbarkeit durch Indossament.
Die Negoziierung bezeichnet die Möglichkeit, Orderpapiere und sonstige kaufmännische Anweisungen, Wechsel und Traditionspapiere bei einem beliebigen Kreditinstitut einreichen zu können. Im engeren Sinne versteht man darunter die Beleihung dieser Dokumente oder auch beim Akkreditiv die Kreditgewährung (siehe Negoziierungskredit). Nach der Legaldefinition der ERA 600 ist die Negoziierung der „Ankauf von Wechseltratten (die auf die andere Bank als die benannte Bank gezogen sind) und/oder von Dokumenten aus einer konformen Dokumentenvorlage durch die benannte Bank unter Vorleistung oder Übernahme einer Verpflichtung zur Vorleistung von Geldmitteln an den Begünstigten vor oder an dem Bankarbeitstag, an dem der Rembours an die benannte Bank fällig ist“ (Art. 2 ERA 600).